# Talarocera nigripennis
Talarocera nigripennis là một loài ruồi trong họ Tachinidae.